# 필리프 3세 (프랑스)
필리프 3세(프랑스어: Philippe III, 1245년 4월 30일 - 1285년 10월 5일)는 1270년부터 아버지는 루이 9세의 뒤를 이어 프랑스 왕이었다. 카페 왕조의 일원. 용맹왕(le Hardi)이라는 별명이 붙었다.

## 업적
부왕 루이 9세와 함께 제8회 십자군에 출진하였다가 부왕이 아프리카의 진중에서 죽었으므로, 튀니스성 밖에서 즉위하였다. 1271년 알퐁스 드 푸아티에 백작의 상속인이 없었으므로, 푸아티에 및 툴루즈의 백령을 회수하여 남프랑스의 주요부분을 단번에 왕령에 병합하였다.
그의 치세 전반은 총신들에게 농락당하였고, 후년에는 숙부 샤를 당주와 교황 마르티노 4세 등의 교사를 받아 ‘시칠리아 만종 사건’(1282년)으로 프랑스인이 학살된 일을 보복하기 위하여, 그 사건의 한 선동자였던 아라곤 왕국의 국왕 페로 3세를 치기 위해 아라곤 십자군에 참가하였다(1284∼1285). 그러나 아라곤왕을 카탈루냐에서 공격하다가 패하여 철군하던 도중에, 국경 근처 페르피냥에서 병사하였다.

## 가족
- 첫 왕비 이사벨라 데 아라곤
  - 장남 루이 드 프랑스(1264-1276)
  - 차남 필리프 4세
  - 삼남 로베르 드 프랑스(1269-1276경)
  - 사남 샤를 드 발루아

- 두 번째 왕비 마리아 판 브라반트
  - 장남 루이 데브뢰
  - 장녀 마르그리트
  - 차녀 블랑슈